# Нью-Брансвік
Нью-Бра́нсвік (також Нью-Бра́нсуїк, в діаспорі: Ню Брансвік, Новий Бру́нсвік; англ. New Brunswick, фр. Nouveau-Brunswick) — друга за територією з трьох атлантичних провінцій Канади і єдина офіційно двомовна провінція в країні (у Квебеку єдиною офіційною мовою є французька, у всіх інших — тільки англійська). Нью-Брансвік розташований між півостровом Ґаспе (Квебек) з одного боку і штатом Мен (США) з іншого. Із 749 168 мешканців Нью-Брансвіка 35 % — франкомовні (переважно, акадійці) — нащадки перших французьких поселенців у Північній Америці.
У Нью-Брансвіку розташований Акадійський півострів — головний національний анклав акадійців.

## Символи

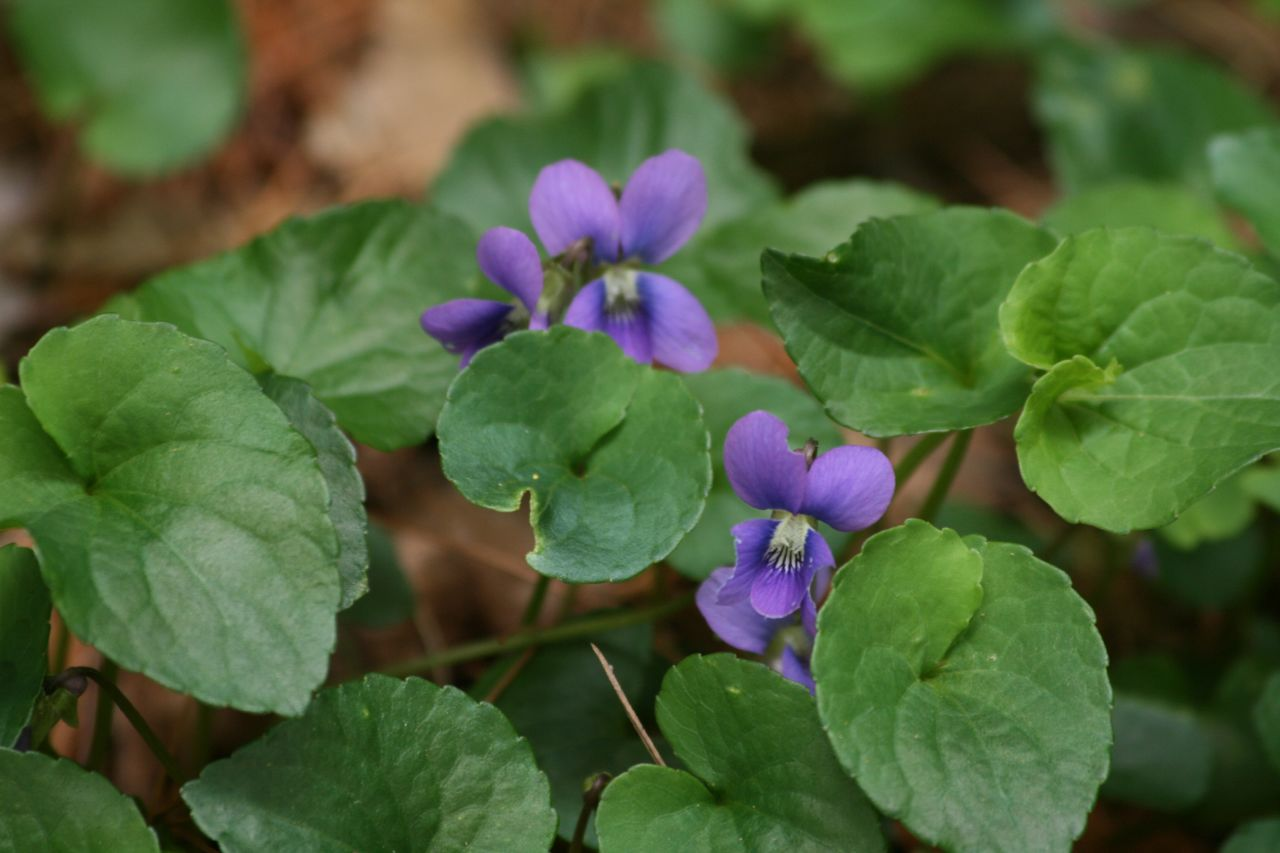
Офіційна квітка Нью-Брансвіку фіалка клобучкова

- Квітка — офіційна квітка Нью-Брансвіку «Фіалка клобучкова» (лат.  Viola cucullata)
- Дерево — ялиця бальзамічна (лат. Abies balsamea )
- Птах — гаїчка світлокрила (лат. Poecile atricapillus)

## Історія
У XVII—XVIII століттях територія провінції входила до складу французької колонії Акаді. З 1713 року за Утрехтською угодою Акадію передано Великій Британії, а в 1755 році акадійці були примусово депортовані. Хоча у 1766 році акадійцям було дозволено повернутися на батьківщину після припинення існування Нової Франції, у Нью-Брансвік у міжчасі пересилилось чимало британців. Згодом, із проголошенням незалежності США, англомовне населення Нью-Брансвіка значно збільшилося за рахунок американських лоялістів, які відмовилися проживати в новостворених незалежних від Англії колоніях.

## Мапа

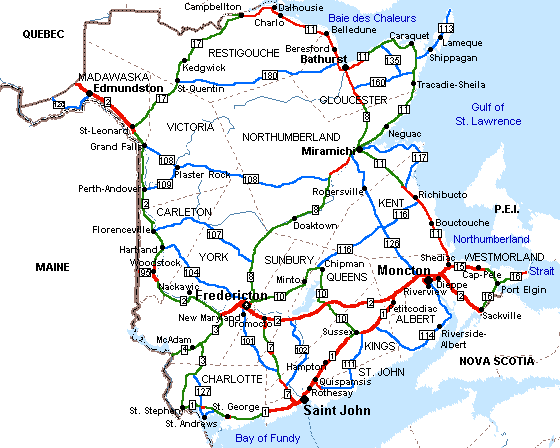
Мапа автодоріг Нью-Брансвіка

## Економіка
В адміністративному відношенні до провінції Нью-Брансвік належить унікальний за масштабами рудний поліметалічний район Батерст-Ньюкасл, який розробляється кар'єрами і шахтами.
З середини 1960 рр. і до цього часу сім'я Ірвінг володіє більшістю підприємств провінції і є фактичним монополістом у локальному бізнесі.